# فهرست شهرهای استان کهگیلویه و بویراحمد
کهگیلویه و بویراحمد طبق آخرین نقشه تقسیمات کشوری ایران، دارای ۹ شهرستان، ۲۲ بخش و ۲۰ شهر است. براساس سرشماری سال ۱۳۹۵ بیش از ۵۰ درصد از جمعیت استان کهگیلویه و بویراحمد در شهر ها زندگی می کنند.
شهرستان های بویراحمد و کهگیلویه هرکدام با ۴ شهر، بیشترین و شهرستان های گچساران و مارگون هرکدام با ۱ شهر، کمترین تعداد شهر های استان را دربر گرفته‌اند.
بزرگترین شهرهای استان کهگیلویه و بویراحمد به روایت تصویر:

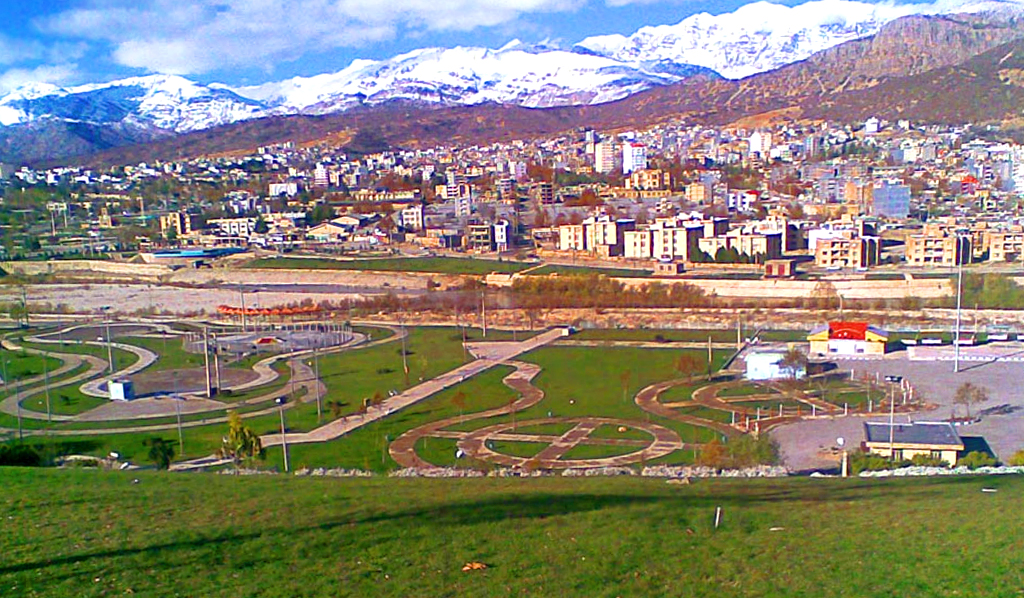
یاسوج، اولین
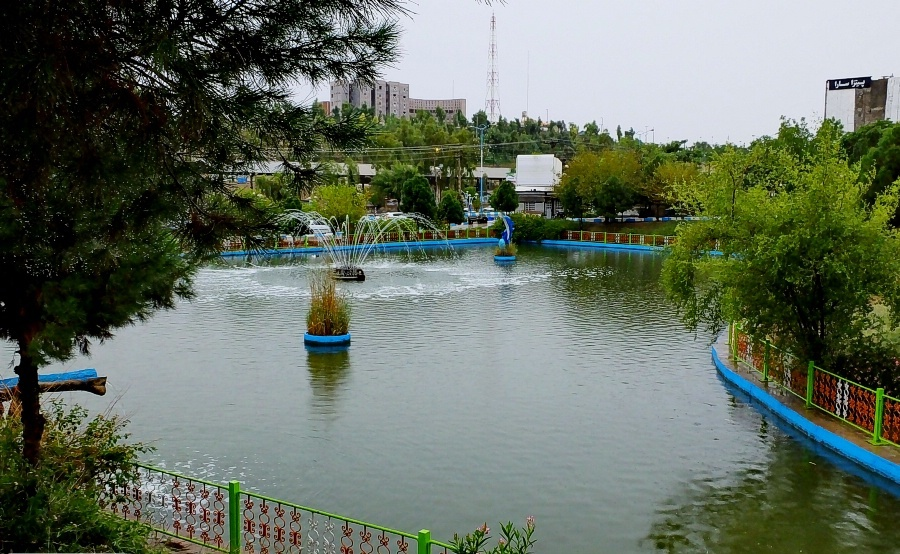
دوگنبدان، دومین
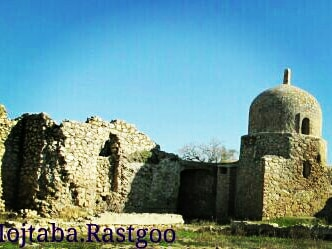
دهدشت، سومین

از مجموع ۲۰ شهر استان، استانداری در یک شهر (یاسوج)، فرمانداری در ۹ شهر و بخشداری در ۲۰ شهر و ۲ روستای استان، به عنوان بالا ترین سطح از نهاد های زیرمجموعه وزارت کشور دایر در شهر های مذکور، مشغول به فعالیت هستند.

## فهرست
جمعیت شهرهای استان کهگیلویه و بویراحمد برپایهٔ جمعیت و بر اساس سرشماری در سال های ۱۳۸۵ و ۱۳۹۵ خورشیدی:
| ردیف | نام شهر       | شهرستان  | جمعیت در سال ۱۳۸۵ | جمعیت در سال ۱۳۹۵ | درجه شهرداری | رتبه در شهرستان |
| ---- | ------------- | -------- | ----------------- | ----------------- | ------------ | --------------- |
| ۱    | یاسوج         | بویراحمد | ۱۰۰٬۵۴۴           |                   | ۱۰           | ۱               |
| ۲    | دوگنبدان      | گچساران  | ۸۱٬۹۰۲            | ۹۶٬۷۲۸            | ۹            | ۱               |
| ۳    | دهدشت         | کهگیلویه | ۵۱٬۲۵۳            | ۵۷٬۰۳۶            | ۷            | ۱               |
| ۴    | لیکک          | بهمئی    | ۱۲٬۵۴۹            | ۱۹٬۸۵۷            | ۶            | ۱               |
| ۵    | چرام          | چرام     | ۱۲٬۰۷۶            | ۱۵٬۲۱۸            | ۵            | ۱               |
| ۶    | لنده          | لنده     | ۱۰٬۶۶۶            | ۱۲٬۷۷۲            | ۵            | ۱               |
| ۷    | باشت          | باشت     | ۸٬۳۴۹             | ۱۰٬۲۸۴            | ۵            | ۱               |
| ۸    | سی سخت        | دنا      | ۶٬۸۱۸             | ۷٬۸۵۵             | ۴            | ۱               |
| ۹    | سوق           | کهگیلویه | ۴٬۰۵۳             | ۶۹٬۴۳۸            | ۱            | ۲               |
| ۱۰   | دیشموک        | کهگیلویه | ۴٬۱۱۸             | ۵٬۷۹۱             | ۳            | ۳               |
| ۱۱   | قلعه رئیسی    | کهگیلویه | ۲٬۶۰۴             | ۳٬۲۶۹             | ۱            | ۴               |
| ۱۲   | مارگون        | مارگون   | ۲٬۵۳۸             | ۳٬۱۳۵             | ۳            | ۱               |
| ۱۳   | سرفاریاب      | چرام     | ۱٬۹۶۸             | ۲٬۷۵۲             | ۱            | ۲               |
| ۱۴   | پاتاوه        | دنا      | ۱٬۹۲۵             | ۲٬۲۸۴             | ۱            | ۲               |
| ۱۵   | سپیدار        | بویراحمد |                   | ۱٬۵۰۳             | ۱            | ۲               |
| ۱۶   | بوستان        | باشت     | ۱٬۰۹۲             | ۱٬۲۲۸             | ۱            | ۲               |
| ۱۷   | چیتاب         | بویراحمد | ۱٬۵۶۱             | ۱٬۱۶۴             | ۳            | ۳               |
| ۱۸   | سرآسیاب یوسفی | بهمئی    | ۱٬۰۱۵             | ۹۸۴               | ۱            | ۲               |
| ۱۹   | قلعه ممبی     | بهمئی    | ۸۴۹               | ۶۶۷               | ۱            | ۳               |
| ۲۰   | گراب سفلی     | بویراحمد | ۴۱۶               | ۵۴۵               | ۱            | ۴               |